# Bruchia sparsa
Bruchia sparsa es un coleóptero de la familia Chrysomelidae.
Fue descrita científicamente por primera vez en 1906 por Weise.